# Раде Лацковић
Раде Лацковић је српски певач и фолк музичар. Наступа на просторима Србије, Босне и Херцеговине и Црне Горе. За сада је издао 16 албума. Средином осамдесетих у потрази за бољим животом Раде се сели у Немачку, где упознаје Мирољуба Аранђеловића Кемиша. Када га је чуо како пева, Кемиш је почео да хвали његов певачки таленат, а када је и прочитао пар Радетових песама које је овај написао за себе у тренуцима одмора, Кемиш му је рекао како под хитно мора да сними албум. Раде је дуго размишљао о томе и када је схватио да не може ништа да изгуби, снимио је први албум. Раде се 2000. вратио у Шабац.

## Дискографија
- 1993 - Мене лажу
- 1995 - Ни на небу ни на земљи
- 1997 - Венчаница
- 1998 - Једини лек
- 1999 - Жалиће кафане
- 2001 - Да је среће
- 2002 - Бог ти дао све
- 2003 - У недра ми сипај вина
- 2004 - Да има љубави
- 2005 - Молитва
- 2006 - Појачај радио
- 2008 - Недоступна
- 2009 - Машина
- 2010 - Хепи енд
- 2012 - Харизма
- 2013 - Бараба

## Фестивали
- 1994. Шумадијски сабор - Баш су шашави твоји чаршави (Вече нових нада)
- 1995. Шумадијски сабор - Само нас тамо више нема